# The War to End All Wars
The War to End All Wars ist das zehnte Studioalbum der schwedischen Heavy-Metal-Band Sabaton. Das Album erschien am 4. März 2022 und wurde über Sabatons Plattenfirma Nuclear Blast veröffentlicht. Auch dieses Album beschäftigt sich wie sein Vorgänger mit dem Ersten Weltkrieg.

## Geschichte
Das Konzeptalbum stellt den direkten Nachfolger zu The Great War aus dem Jahr 2019 dar, da es sich ebenfalls mit Geschichten rund um den Ersten Weltkrieg auseinandersetzen wird. Die elf darauf befindlichen Songs wurden während der COVID-19-Pandemie geschrieben und aufgenommen. Angekündigt wurde das Album Anfang Oktober 2021. Ende desselben Monats erschien die erste Singleauskopplung Christmas Truce.
Die zweite Auskopplung Soldier of Heaven wurde für den 7. Januar 2022 angekündigt, eine weitere mit dem Titel The Unkillable Soldier für den 11. Februar.

## Titelliste
| Nr. | Titel                  | Thematik                                 | Spielzeit |
| --- | ---------------------- | ---------------------------------------- | --------- |
| 1.  | Sarajevo               | Attentat von Sarajevo                    | 4:37      |
| 2.  | Stormtroopers          | Sturmtruppen                             | 3:56      |
| 3.  | Dreadnought            | Dreadnought                              | 4:58      |
| 4.  | The Unkillable Soldier | Sir Adrian Carton de Wiart               | 4:11      |
| 5.  | Soldier of Heaven      | Lawinenkatastrophe vom 13. Dezember 1916 | 3:38      |
| 6.  | Hellfighters           | Harlem Hellfighters                      | 3:26      |
| 7.  | Race to the Sea        | Wettlauf zum Meer                        | 3:47      |
| 8.  | Lady of the Dark       | Milunka Savić                            | 3:03      |
| 9.  | The Valley of Death    | 2. Dojran-Schlacht                       | 4:13      |
| 10. | Christmas Truce        | Weihnachtsfrieden von 1914               | 5:18      |
| 11. | Versailles             | Friedensvertrag von Versailles           | 4:14      |

## Kommerzieller Erfolg

### Chartplatzierungen
The War to End All Wars erreichte Platz eins der deutschen Albumcharts. Die Band stand damit zum zweiten Mal an der Spitze der deutschen Albumcharts.
| ChartsChartplatzierungen       | Höchstplatzierung | Wochen |
| ------------------------------ | ----------------- | ------ |
| Deutschland (GfK)              | 1 (12 Wo.)        | 12     |
| Österreich (Ö3)                | 1 (6 Wo.)         | 6      |
| Schweden (GLF)                 | 1 (11 Wo.)        | 11     |
| Schweiz (IFPI)                 | 4 (8 Wo.)         | 8      |
| Vereinigte Staaten (Billboard) | 87 (1 Wo.)        | 1      |
| Vereinigtes Königreich (OCC)   | 16 (1 Wo.)        | 1      |

| ChartsJahrescharts (2022) | Platzierung |
| ------------------------- | ----------- |
| Deutschland (GfK)         | 43          |
| Schweiz (IFPI)            | 89          |

### Auszeichnungen für Musikverkäufe
| Land/Region     | Auszeichnungen für Musikverkäufe (Land/Region, Auszeichnung, Verkäufe) | Verkäufe |
| --------------- | ---------------------------------------------------------------------- | -------- |
| Schweden (IFPI) | Gold                                                                   | 15.000   |
| Insgesamt       | 1× Gold ·                                                              | 15.000   |